# Budikovany
Budikovany este o comună slovacă, aflată în districtul Rimavská Sobota din regiunea Banská Bystrica, pe malul râului Teplý Vrch Reservoir⁠(d). Localitatea se află la altitudinea de 221 m deasupra n.m., se întinde pe o suprafață de 3,33 km2 și în 2017 număra 61 de locuitori. Se învecinează cu comuna Drienčany.

## Istoric
Localitatea Budikovany este atestată documentar din 1301.

## Demografie
| An:                | 1994 | 2004    | 2014 | 2024    |
| ------------------ | ---- | ------- | ---- | ------- |
| Număr de persoane: | 69   | 59      | 59   | 66      |
| Diferență:         |      | −14,49% | +0%  | +11,86% |

| An:                | 2023 | 2024   |
| ------------------ | ---- | ------ |
| Număr de persoane: | 65   | 66     |
| Diferență:         |      | +1,53% |